# FreedomBox
FreedomBoxとは、自由ソフトウェアで動作する分散型のソーシャルネットワーク、電子メール、VoIP向け個人用サーバを開発、設計し、そして推進するコミュニティ・プロジェクトである。このプロジェクトは2010年2月2日、ニューヨークのISOCの会合にて、エベン・モグレンにより発表された。
それから一年後、2011年2月4日にモグレンは"FreedomBox Foundation"という本プロジェクトの中核となる組織を立ち上げた。2011年2月18日、当組織はクラウドファンディングサービスを手がけるKickstarterを利用し、30日間で60,000ドルを調達するキャンペーンを開始した。目標は2月22日の時点で達成し、2011年3月19日、1,007人の支援者から86,724ドルもの資金を得てキャンペーンは終了した。

## FreedomBoxの定義とスコープ
当プロジェクトは現在、FreedomBoxというものを次のように定義している。
| 「 | a personal server running a free software operating system, with free applications designed to create and preserve personal privacy. | 」 |

参考訳:
| 「 | 自由ソフトウェア・オペレーティングシステムで稼動し、個人のプライバシーを作成かつ保護するよう設計されたフリー・アプリケーションを利用する個人用サーバ。 | 」 |

当プロジェクトは、個人の住居やオフィスに容易に設置できるプラグコンピュータ上で稼動するソフトウェア・スタックの開発を目標としている。ハードウェアの非中央集権的な分散配置を推し進めることにより、FreedomBoxが「圧制国家における日常生活にちゃんとしたプライバシーを与え、自由を守ることを求める人々のつながりを安全に保つ」 ということをプロジェクトは期待する。

## 関連するもしくは類似するプロジェクト
- The Sovereign computing groupは類似のプロジェクトである（彼らのマニフェスト）。
- Beedbox（主にフランス語。英語のコンテンツは増加中）
- Soxyd（仏英）
- Commotion - 無線メッシュネットワーク（英語版）を利用したプロジェクト。
- WaspMote - 開発者向けセンサー機器（ソフトウェアはオープンソース）。